# Kris Vincken
Kris Vincken (Opglabbeek, 4 november 1977) is een Belgisch oud-voetballer die speelde als verdediger (rechtsachter). Sinds 2006 speelde hij bij KS Kermt-Hasselt en later bij KVK Wellen. Hij speelde eerder voor Patro Eisden, KVSK United, Bocholter VV, Lommel SK (97 wedstrijden en 1 doelpunt in Eerste klasse) en RS Waasland. Hij sloot zijn loopbaan af bij Herk-de-Stad FC. 